# Сиддхартханагар (Непал)
Сиддхартханагар (непальск. सिद्धार्थनगर), ранее был известен как Бхайрахава (непальск. भैरहवा) — город и муниципалитет на юге центральной части Непала, в районе Рупандехи зоны Лумбини Западного региона страны.
Расположен в 5 км к северу от границы с Индией, в 265 км к западу от Катманду и в 22 км к югу от города Бутвал, на высоте 87 м над уровнем моря. Город Лумбини, известный как одно из мест, претендующих на право называться местом рождения Будды Гаутамы, расположен примерно в 25 км к западу от Сиддхартханагара.
Экономика города основана на торговле, которой способствует выгодное приграничное положение. Имеются небольшие промышленные предприятия, которые включают несколько цементных заводов, целлюлозно-бумажную фабрику и предприятия пищевой примышленности. Аэропорт Гаутама Будда расположен в 3 км от центра города, принимает регулярные рейсы из Катманду. Сиддхартханагар не имеет железнодорожного сообщения, однако, индийская узкоколейная железная дорога заканчивается в городке Наутанва на севере штата Уттар-Прадеш, в нескольких километрах южнее границы с Непалом. Шоссе Сиддхартха (Siddhartha Highway) соединяет город с Покхарой; в Бутвале данное шоссе пересекается с дорогой, следующей с запада на восток Непала. Имеется регулярное автобусное сообщение с крупными городами страны, а также с индийским Дели.
Население города по данным переписи 2011 года составляет 63 483 человека, из них 31 673 мужчины и 31 810 женщин. Коренное местное население говорит преимущественно на языках авадхи и бходжпури. Непальский язык широко распространён среди жителей, приехавших сюда из горных районов.